# Deus de Promessas
Deus de Promessas é um álbum de estúdio da banda brasileira de música cristã Toque no Altar, lançado em março de 2005 de forma independente. Produzido pelo pianista Ronald Fonseca e o vocalista Davi Sacer, o projeto é baseado em músicas que versam sobre as promessas de Deus. Os músicos escreveram todas as faixas do álbum com a colaboração de Verônica Sacer, tornando assim o disco da banda com a menor participação de Luiz Arcanjo, o qual atuou exclusivamente nos vocais de apoio.
Musicalmente, Deus de Promessas é um trabalho de música cristã contemporânea com influências do canto congregacional. A obra foi predominantemente gravada em estúdio, embora as faixas "Deus de Promessas" e "Bendito eu Serei" terem sido gravadas ao vivo. Apesar da quantidade menor de faixas, o projeto também se destacou na discografia da banda por conter uma pregação do pastor Marcus Gregório de 25 minutos. Em 2023, o projeto foi relançado nas plataformas digitais sob os créditos de Toque no Altar e Trazendo a Arca.
Deus de Promessas foi o primeiro álbum da banda a adotar o novo nome artístico Toque no Altar (utilizado de 2005 a 2009) e foi um de seus maiores sucessos comerciais. A obra vendeu cerca de 300 mil cópias em menos de um ano e também recebeu críticas favoráveis, além de várias indicações e prêmios no Troféu Talento, em 2006, incluindo a categoria "Música do Ano", que foi vencida com a música "Deus de Promessas". No final de 2006, a banda gravou o álbum Deus de Promessas ao Vivo, com vocais de Sacer e Arcanjo, e que ficou marcado como o último trabalho do grupo com sua formação original.

## Antecedentes
O grupo vinha de um sucesso significativo alcançado pelos álbuns Toque no Altar (2003) e Restituição (2003). No primeiro álbum, Davi Sacer foi estabelecido como único vocalista, enquanto o segundo trouxe seus vocais com as participações de Luiz Arcanjo e David Cerqueira. Entre os discos e o sucessor Deus de Promessas, muitas mudanças ocorreram no Apascentar. Ronald Fonseca se estabeleceu como o produtor musical do grupo, e sua relação com Sacer se desenvolveria de forma mais significativa no disco.

## Conceito
Diferentemente de quaisquer outros trabalhos do Ministério Apascentar de Nova Iguaçu, Deus de Promessas teve seu repertório inteiramente escrito por Davi Sacer, Ronald Fonseca e Verônica Sacer. Verônica, inclusive, teve créditos pela primeira vez como compositora (e pela única vez na carreira).
Em 2006, Verônica Sacer disse que sonhou ter composto uma canção de sucesso pelo país inteiro e, uma semana depois, o pastor Marcus Gregório a escolheu, além de Davi e Ronald, para compor um trabalho inteiramente dedicado às promessas de Deus. Em 2020, em entrevista ao portal Super Gospel, Verônica afirmou que inicialmente Marcus Gregório apenas a convidou e a Davi Sacer, e o convite causou-lhe pânico. Ela solicitou, então, que Ronald Fonseca também fosse recrutado para o projeto, pedido que foi atendido por Gregório.
Além da participação inédita de Verônica como compositora, Deus de Promessas é o único trabalho que traz Davi Sacer com créditos de produtor musical.
Ao mesmo tempo que trabalhavam no álbum Deus de Promessas, Ronald e Davi também escreveram outras canções que se tornariam o álbum Para Chamar Tua Atenção, da banda Unção de Deus. "Fala Deus", maior sucesso do projeto, foi escrita por Ronald Fonseca e seria indicada à Música do Ano no Troféu Talento de 2006.

## Gravação
Quase todas as canções de Deus de Promessas foram gravadas em estúdio, exceto "Deus de Promessas" e "Bendito Eu Serei". Para manter uma coesão de gravação ao vivo, todas as faixas até "Cidadão dos Céus" incluiu captações de áudio ao vivo no Ministério Apascentar de Nova Iguaçu, algo que se tornaria recorrente em quase todos os projetos futuros dos músicos, seja pelo Trazendo a Arca ou pela carreira solo de Davi Sacer. Luiz Arcanjo participou do álbum apenas como backing vocal, assim como no projeto Toque no Altar. O disco ainda trouxe, nos vocais de apoio, o cantor Rafael Bitencourt, que se tornaria líder e vocalista do Toque no Altar a partir de 2007.[carece de fontes?]
Além das oito faixas cantadas, o disco ainda incluiu uma pregação do pastor Marcus Gregório, baseada no tema do álbum.

## Projeto gráfico
O projeto gráfico do álbum foi elaborado por David Cerqueira, que embora fosse integrante, não participou das gravações. A capa inclui um cenário noturno. Em algumas edições, foi inclusa uma luva.

## Lançamento e recepção
| Críticas profissionais | Críticas profissionais |
| Avaliações da crítica  | Avaliações da crítica  |
| Fonte                  | Avaliação              |
| ---------------------- | ---------------------- |
| Super Gospel           | (favorável)            |
| O Propagador           | [ 8 ]                  |

Deus de Promessas foi lançado no Brasil em março de 2005, de forma independente, e até novembro de 2005 tinha vendido 290 mil cópias. A recepção da crítica ao álbum foi favorável. Roberto Azevedo, por meio do Super Gospel, disse que "Bendito eu Serei" e "Cidadão dos Céus" são as melhores canções da obra, e elogiou a condução instrumental de "Toda Sorte de Bênçãos".
O guia discográfico do portal O Propagador atribuiu uma cotação de 3 estrelas e meio, afirmando que "as canções de Deus de Promessas procuram seguir uma temática específica, e embora algumas desviem relativamente ao que foi proposto, o repertório é positivo".
A canção-título, "Deus de Promessas", chegou a ser relançada em 2010 no álbum O Melhor do Louvor das Igrejas Vol. 3, coletânea distribuída pela gravadora MK Music, sendo a única faixa do álbum disponível nas plataformas digitais por anos. No lançamento do catálogo do grupo pela Digital Music, a distribuidora optou por distribuir apenas Deus de Promessas ao Vivo (2007), ação que foi seguida na coletânea 10 Anos, de 2012.
A ausência de Deus de Promessas nas plataformas digitais só foi resolvida em 2023, quando o projeto foi lançado pelo Trazendo a Arca, banda detentora dos direitos autorais. A edição, no entanto, removeu a faixa bônus de pregação de Marcus Gregório. A ordem das faixas também foi alterada, seguindo a mesma sequência de Deus de Promessas ao Vivo. O projeto gráfico também foi modificado: além de remover a menção a pregação bônus, incluiu créditos artísticos ao Toque no Altar e Trazendo a Arca.

## Legado
Deus de Promessas foi um dos maiores sucessos do grupo e marcou a transição de seu nome Apascentar para Toque no Altar. Por meio do álbum, o vocalista Davi Sacer recebeu suas primeiras indicações como cantor.
Várias canções do álbum foram extensivamente regravadas pelo Toque no Altar, pelo Trazendo a Arca e por Davi Sacer em carreira solo. No álbum Ao Vivo no Japão, há releituras de "Toda Sorte de Bênçãos" e "Deus de Promessas". No álbum No Caminho do Milagre, Sacer regravou "Toda Sorte de Bênçãos" e, mais uma vez, "Deus de Promessas". "Deus de Promessas" recebeu uma versão em espanhol, chamada "Dios de Promesas", em 2014, que contou com vocais de Luiz Arcanjo. Em 2019, o álbum 15 Anos trouxe três faixas de Deus de Promessas. "Deus de Promessas" foi lançada como single com a participação da cantora Simone (da dupla Simone & Simaria). Além disso, também foi regravada "Desejo do Meu Coração" (com vocais de Daniela Araújo) e uma versão remix de "Toda Sorte de Bênçãos", com DJ PV.
Na reunião da formação clássica do Trazendo a Arca que gerou o álbum O Encontro, "Toda Sorte de Bênçãos" e "Bendito eu Serei" foram tocadas, além de um pequeno trecho de "Deus de Promessas", interpretada por Luiz Arcanjo (com a roupagem feita no álbum Español). Mas nenhuma das duas performances foi lançada no disco.

## Faixas
Todas as faixas escritas e compostas por Davi Sacer, Verônica Sacer e Ronald Fonseca. 
| Edição original, 2005 |                                             |         |  |
| N.º                   | Título                                      | Duração |  |
| 1.                    | "Toda Sorte de Bênçãos"                     | 4:21    |  |
| 2.                    | "Graças"                                    | 4:46    |  |
| 3.                    | "Desejo do Meu Coração"                     | 6:16    |  |
| 4.                    | "Deus de Promessas"                         | 8:13    |  |
| 5.                    | "Bendito eu Serei"                          | 6:14    |  |
| 6.                    | "Cidadão dos Céus"                          | 4:52    |  |
| 7.                    | "Se a Tua Voz Ouvir"                        | 4:45    |  |
| 8.                    | "Te Conhecer"                               | 5:09    |  |
| 9.                    | "Palavra Pr. Marcus Gregório" (faixa bônus) | 25:51   |  |
| Duração total:        | Duração total:                              | 70:32   |  |

| Edição de relançamento, 2023 |                         |         |  |
| N.º                          | Título                  | Duração |  |
| 1.                           | "Toda Sorte de Bênçãos" | 4:21    |  |
| 2.                           | "Cidadão dos Céus"      | 4:52    |  |
| 3.                           | "Graças"                | 4:46    |  |
| 4.                           | "Desejo do Meu Coração" | 6:16    |  |
| 5.                           | "Se a Tua Voz Ouvir"    | 4:45    |  |
| 6.                           | "Te Conhecer"           | 5:09    |  |
| 7.                           | "Deus de Promessas"     | 8:13    |  |
| 8.                           | "Bendito eu Serei"      | 6:14    |  |
| Duração total:               | Duração total:          | 44:31   |  |

## Ficha técnica
A seguir estão listados os músicos e técnicos envolvidos na produção de Deus de Promessas:
Banda
- Davi Sacer - vocais e produção musical
- Ronald Fonseca - piano, arranjos, produção musical e mixagem
- Verônica Sacer - vocal de apoio
- Luiz Arcanjo - vocal de apoio
- André Mattos - bateria
- Deco Rodrigues - baixo
- Marcell Compan - violão e guitarra
- Vânia Franco - vocal de apoio
- Silvânia Costa - vocal de apoio

Músicos convidados
- Rick Ferreira - pedal steel
- Flávia - vocal de apoio
- Rafael Bitencourt - vocal de apoio
- Zé Canuto - arranjo de metais e saxofone
- Jessé Sadoc - trompete
- Ricardo Amado - violino

Equipe técnica
- Aureo Luis - mixagem
- Toney Fontes - mixagem e masterização

Design
- David Cerqueira - projeto gráfico

## Prêmios e indicações
| Prêmio         | Categoria                     | Indicado                    | Resultado |
| -------------- | ----------------------------- | --------------------------- | --------- |
| Troféu Talento | Melhor Compositor             | Ronald Fonseca e Davi Sacer | Venceu    |
| Troféu Talento | Melhor Arranjo                | Ronald Fonseca              | Indicado  |
| Troféu Talento | Melhor Intérprete Masculino   | Davi Sacer                  | Indicado  |
| Troféu Talento | Melhor CD Independente        | Deus de Promessas           | Indicado  |
| Troféu Talento | Melhor CD - Adoração e Louvor | Deus de Promessas           | Venceu    |
| Troféu Talento | Música do Ano                 | "Deus de Promessas"         | Venceu    |
| Troféu Talento | Melhor Grupo de Louvor        | Toque no Altar              | Indicado  |
| Troféu Talento | Destaque 2005                 | Toque no Altar              | Venceu    |
| Troféu Talento | CD do Ano                     | Deus de Promessas           | Venceu    |